# Genoa Open Challenger 2004
Il Genoa Open Challenger 2004 è stato un torneo di tennis facente parte della categoria ATP Challenger Series nell'ambito dell'ATP Challenger Series 2004. Il torneo si è giocato a Genova in Italia dal 6 al 12 settembre 2004 su campi in terra rossa.

## Vincitori

### Singolare
Juan Antonio Marín ha battuto in finale  Edgardo Massa con il punteggio di 7–5, 6–4.

### Doppio
Emilio Benfele Álvarez /  Álex López Morón hanno battuto in finale  Massimo Bertolini /  Tom Vanhoudt con il punteggio di 6–3, 6–4.